# Água morta

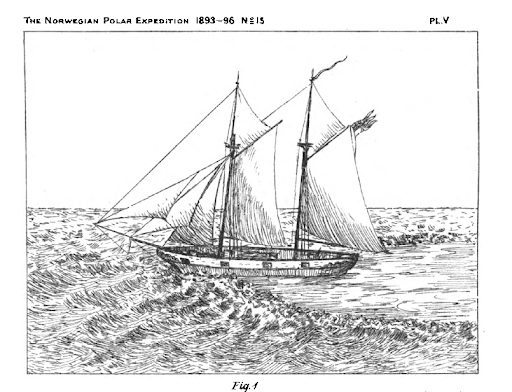
Ilustração de um barco preso na água morta.

Em 1893, o navegador norueguês Fridtjof Nansen percebeu que, durante uma expedição, seu navio ficou “preso” na água enquanto passava pelo arquipélago de Nordenskiöld, na Sibéria. Ainda que seus motores estivessem funcionando perfeitamente, a embarcação não saía do lugar. Essa foi a primeira vez que um fenômeno deste tipo foi registrado em toda a história, e após esse evento foi cunhado um termo para este tipo de acontecimento: “água morta”.
O fenômeno da água morta ocorreu mais algumas vezes após o incidente com Nansen, o que levou os cientistas a se dedicarem a encontrar uma resposta para os mistérios que envolviam este tema. Foi em 1904, após um experimento realizado pelo sueco Vagn Walfrid Ekman, que as respostas começaram a chegar.

Durante sua pesquisa em laboratório, Ekman foi capaz de reproduzir o fenômeno da água morta, descobrindo que ele estava relacionado à formação de ondas no ponto de interseção entre a água salgada e doce. A partir disso, seu estudo concluiu que o fenômeno poderia ocorrer em qualquer mar ou oceano onde exista águas com diferentes temperaturas ou níveis de sal.

Hoje a ciência divide o fenômeno em dois tipos, sendo um causado pelas chamadas ondas de Nansen, e outro pelas ondas de Ekman. No primeiro caso, as ondas provocam uma diminuição drástica da velocidade, fazendo com que a força exercida pelo navio não seja suficiente para vencer a resistência da água, pelo menos por algum tempo. Já no segundo, há uma oscilação na velocidade, que foi exatamente o que Ekman conseguiu reproduzir em laboratório.